# Nicholas Guild
Nicholas Guild (Belmont (California), 1944) è uno scrittore statunitense.

## Biografia
Ha esordito come scrittore di thriller pubblicando Assassino per forza nel 1975. Dopo aver dato alle stampe 8 thriller, decide di cambiare genere e passa al romanzo storico: è proprio con questo genere che arriva al successo quando nel 1987 pubblica L'assiro, un libro che narra le vicende del personaggio di fantasia Tiglath Ashur, figlio del Re assiro Sennacherib (realmente esistito). Nel 1993 pubblica Il Macedone che, al pari de L'assiro, è tra i suoi libri più venduti.
Nel 2012, dopo 17 anni di inattività, Guild è tornato con The Moonlight, primo racconto pubblicato esclusivamente come ebook e con un genere nuovo per l'autore: l'horror. Nel 2015 uscirà un secondo libro horror intitolato Blood Ties.

## Opere
- Assassino per forza (The Lost and Found Man, 1975)
- Old Acquaintance (1978)
- The Summer Soldier (1978)
- The Favor (1981)
- The President Man (1982)
- Reazione a catena (Chain Reaction, 1983)
- The Linz Tattoo (1985)
- The Berlin Warning (1984)
- L'assiro (The Assyrian, 1987)
- Ninive (The Blood Star, 1989)
- Il Macedone (The Macedonian, 1993)
- Angelica (Angel, 1995)
- The Moonlight (2012)
- Blood Ties (2015)
- The Ironsmith (2016)
- The Spartan Dagger (2017)